# 國際工殤日
國際工殤日或稱工殤紀念日（英語：Workers' Memorial Day）於每年4月28日在世界各地舉行，主要紀念因工作而死亡、致殘、受傷或身體不適的工人。而在加拿大，這天為全國哀悼日。